# Reteporella concinnoides
Reteporella concinnoides är en mossdjursart som beskrevs av Gordon och Jean-Loup d'Hondt 1997. Reteporella concinnoides ingår i släktet Reteporella och familjen Phidoloporidae. Inga underarter finns listade i Catalogue of Life.